# 604
604 је била преступна година.

## Догађаји
- Авари се поново групишу након што су скоро уништени; заједно са Словенима почињу да пљачкају по византијским провинцијама, западно и јужно од Дунава. Због новог персијског рата, цар Фока има мало царских трупа на располагању за одбрану Балканског полуострва.
- Византијско-персијски рат: краљ Хозроје II заузима византијске положаје источно од Еуфрата; Персијанци уништавају многе градове у региону Леванта, након дугих опсада, као што је византијска тврђава Дара (савремена Турска).[2]
- Краљица Брунхилда од Аустразије склапа заверу да убије Бертхоалда, градоначелника уврђења. Она убеђује краља Теудерика II да га пошаље да прегледа краљевске виле дуж Сене. Брунхилда затим ухапси и убије племиће који су заиста извршили убиство.
- 25. децембар – Битка код Етампеса: Теудерик II, уз помоћ Бертхоалда, побеђује франачке снаге под командом краља Хлотара II од Неустрије, код Етампеа (близу Париза).
- Етхелфритх од Нортумбрије напада Деиру и убија њеног краља, Етхелрих. Принц Едвин, син покојног краља Але од Деире (вероватно Етелриков нећак), бежи на двор краља Јага од Гвинеда (северозападни Велс).
- 13. август – Цара Вендија, 63 године, убио је његов син Јангди, после 23-годишње владавине у којој је напао наследне привилегије и смањио моћ војне аристократије. Наследио га је Јангди, који постаје други кинески цар из династије Суи.
- Принц Шотоку, царски регент царице Суико, издаје устав од седамнаест чланова, заснован и на конфучијанским и на будистичким принципима у Јапану.
- 12. март – Папа Гргур I умире у Риму, после 14-годишње владавине. Он је поставио темеље који захтевају папски апсолутизам, био је пионир конверзије Британије у хришћанство и објавио оно што ће постати познато као „седам смртних грехова“. Гргура је наследио папа Сабинијан као 65. римски епископ.
- 26. мај – Августина, кентерберијског надбискупа, насљеђује Лаврентије. Он је члан грегоријанске мисије.
- Етхелберхт од Кента оснива катедралу Светог Павла. Мелит је постављен за првог саксонског епископа Лондона (и Есекса).
- Оснива се Рочестерска епархија, а Јуст је постављен за епископа. Он подиже Рочестерску катедралу (Кент).

## Смрти
- Википедија:Непознат датум — Свети Григорије Двојеслов
- Августин Кентерберијски
- Папа Гргур I